# پچتو دی والنتسا
پچتو دی والنتسا (به ایتالیایی: Pecetto di Valenza) یک کومونه در ایتالیا است که در استان آلساندریا واقع شده‌است.

## خصوصیات
پچتو دی والنتسا ۱۱٫۵ کیلومترمربع مساحت و ۱٬۲۸۲ نفر جمعیت دارد و ۲۱۲ متر بالاتر از سطح دریا واقع شده‌است.